# Berkan Kutlu
Berkan Kutlu (Monthey, 25 de enero de 1998) es un futbolista suizo, nacionalizado turco, que juega en la demarcación de centrocampista para el Galatasaray S. K. de la Superliga de Turquía.

## Selección nacional
Tras jugar en distintas categorías inferiores de la selección, el 8 de octubre de 2021 hizo su debut con la selección de fútbol de Turquía en un encuentro de clasificación para la Copa Mundial de Fútbol de 2022 contra Noruega que finalizó con un resultado de empate a uno tras el gol de Kerem Aktürkoğlu para Turquía, y de Kristian Thorstvedt para Noruega.

## Clubes
| Club                    | País    | Año       | Partidos | Goles |
| ----------------------- | ------- | --------- | -------- | ----- |
| F. C. Monthey           | Suiza   | 2016-2018 | 39       | 6     |
| F. C. Sion sub-21       | Suiza   | 2018-2019 | 27       | 1     |
| F. C. Sion              | Suiza   | 2019-2020 | 2        | 0     |
| Alanyaspor              | Turquía | 2020-2021 | 42       | 3     |
| Galatasaray S. K.       | Turquía | 2021-2023 | 84       | 1     |
| Genoa C. F. C. (cedido) | Italia  | 2023-2024 | 8        | 0     |
| Galatasaray S. K.       | Turquía | 2024-     | 66       | 2     |

## Palmarés

### Campeonatos nacionales
| Título               | Club              | País    | Año  |
| -------------------- | ----------------- | ------- | ---- |
| Superliga de Turquía | Galatasaray S. K. | Turquía | 2023 |
| Supercopa de Turquía | Galatasaray S. K. | Turquía | 2023 |
| Superliga de Turquía | Galatasaray S. K. | Turquía | 2024 |
| Copa de Turquía      | Galatasaray S. K. | Turquía | 2025 |
| Superliga de Turquía | Galatasaray S. K. | Turquía | 2025 |